# Tom Boyd
Thomas Boyd (Glasgow, 1965. november 24. –) skót válogatott labdarúgó.

## Pályafutása

### Klubcsapatokban
Pályafutása során három klubcsapatban szerepelt. ezek sorrendben a következők voltak: Motherwell (1983–1991), Chelsea (1991–1992), Celtic (1992–2003). A Motherwellben 252 mérkőzésen lépett pályára 1983 és 1991 között. A Chelseahez igazolt 1991-ben, de mindössze egy szezont töltött a londoni kékeknél.
A Celtic színeiben három alkalommal nyerte meg a skót bajnokságot, kupát, illetve ligakupát.

### Válogatottban
Tagja volt az 1992-es és 1996-os Európa-bajnokságon részt vevő válogatott keretének. Az 1998-as világbajnokságon öngólt szerzett a brazilok ellen, amivel 2–1 arányban elveszítették a nyitómérkőzést. 1990 és 2001 között összesen 71 alkalommal szerepelt a nemzeti csapatban és 1 gólt szerzett.

## Sikerei, díjai
Celtic
- Skót bajnokság (3): 1998, 2001, 2002
- Skót kupa (3): 1991, 1995, 2001
- Skót ligakupa (3):  1997, 2000, 2001
- UEFA-kupa második hely (1): 2002–2003

## Külső hivatkozások
- Statisztika a soccerbase.com honlapján (angolul)
- Adatok az Skót labdarúgó-szövetség honlapján (angolul)